# مونيكا مينديز
مونيكا مينديز (بالبرتغالية: Mónica Mendes‏) (16 يونيو 1993 بالبرتغال - ) هي لاعبة كرة قدم برتغالية في مركز الدفاع. شاركت مع منتخب البرتغال لكرة القدم للسيدات. أما مع النوادي، فقد لعبت مع S.U. 1º Dezembro (women) ‏ وFC Neunkirch ‏ وApollon Ladies F.C. ‏ وبريشيا كالتشيو فيمينيلي وVålerenga Fotball Damer ‏.

## وصلات خارجية
- مونيكا مينديز على موقع الاتحاد الأوربي (الإنجليزية)
- مونيكا مينديز على موقع اتحاد النرويج (النرويجية)
- مونيكا مينديز على موقع قاعدة بيانات كرة القدم.إي يو (الإنجليزية)
- مونيكا مينديز على موقع Soccerway.com (الإنجليزية)